# Cabo Dos Bahías
Cabo Dos Bahías är en udde i Argentina.   Den ligger i provinsen Chubut, i den södra delen av landet, 1 300 km sydväst om huvudstaden Buenos Aires.
Terrängen inåt land är platt. Havet är nära Cabo Dos Bahías åt nordost. Trakten runt Cabo Dos Bahías är nära nog obefolkad, med mindre än två invånare per kvadratkilometer.. Närmaste större samhälle är Camarones, 18,7 km nordväst om Cabo Dos Bahías. 
Omgivningarna runt Cabo Dos Bahías är i huvudsak ett öppet busklandskap.